# El caballero Don Quijote
Pour plus de détails, voir Fiche technique et Distribution.
El caballero Don Quijote est un film espagnol réalisé par Manuel Gutiérrez Aragón, sorti en 2002.

## Synopsis
Le film est une adaptation de la deuxième moitié du roman Don Quichotte.

## Fiche technique
- Titre : El caballero Don Quijote
- Réalisation : Manuel Gutiérrez Aragón
- Scénario : Manuel Gutiérrez Aragón
- Musique : José Nieto
- Photographie : José Luis Alcaine
- Montage : José Salcedo
- Production : Juan Gona
- Société de production : Canal+ España, Creativos Asociados de Radio y Televisión, Gonafilm, TVV, TeleMadrid et Televisión Española
- Pays :  Espagne
- Genre : Comédie dramatique
- Durée : 122 minutes
- Dates de sortie : 
  -  Espagne : 8 novembre 2002

## Distribution
- Juan Luis Galiardo : Don Quichotte
- Carlos Iglesias : Sancho Panza
- José Luis Torrijo : Cura
- Víctor Clavijo : Barbero
- Santiago Ramos : Sansón Carrasco
- Kiti Mánver : Ama
- María Isasi : Sobrina
- Manuel Alexandre : Montesinos
- Marta Etura : Dulcinea / Labradora
- Joaquín Hinojosa : le duc
- Emma Suárez : la duchesse
- Juan Diego Botto : Tosilos
- José Luis Alcobendas : Moro Diablo
- Manuel Manquiña : Merlín
- Francisco Merino : Pedro Recio

## Distinctions
Le film a été nommé pour cinq prix Goya et a obtenu le prix de la meilleure photographie.